# Жовтневий район (Луганськ)
Жовтневий (Вергунський) район — найбільший за населенням та площею район міста, розташований на північному сході Луганська. У східній частині — головно «спальний», на заході розвинена промисловість. На його території розташовані такі історичні місцевості, як Велика та Мала Вергунки, Червоний Яр, Вергунський роз'їзд. Теренами району протікає Луганка, також межує з Сіверським Дінцем — головною річкою сходу України. До жовтня 2014 року до складу також входило місто Щастя.

## Історичний огляд

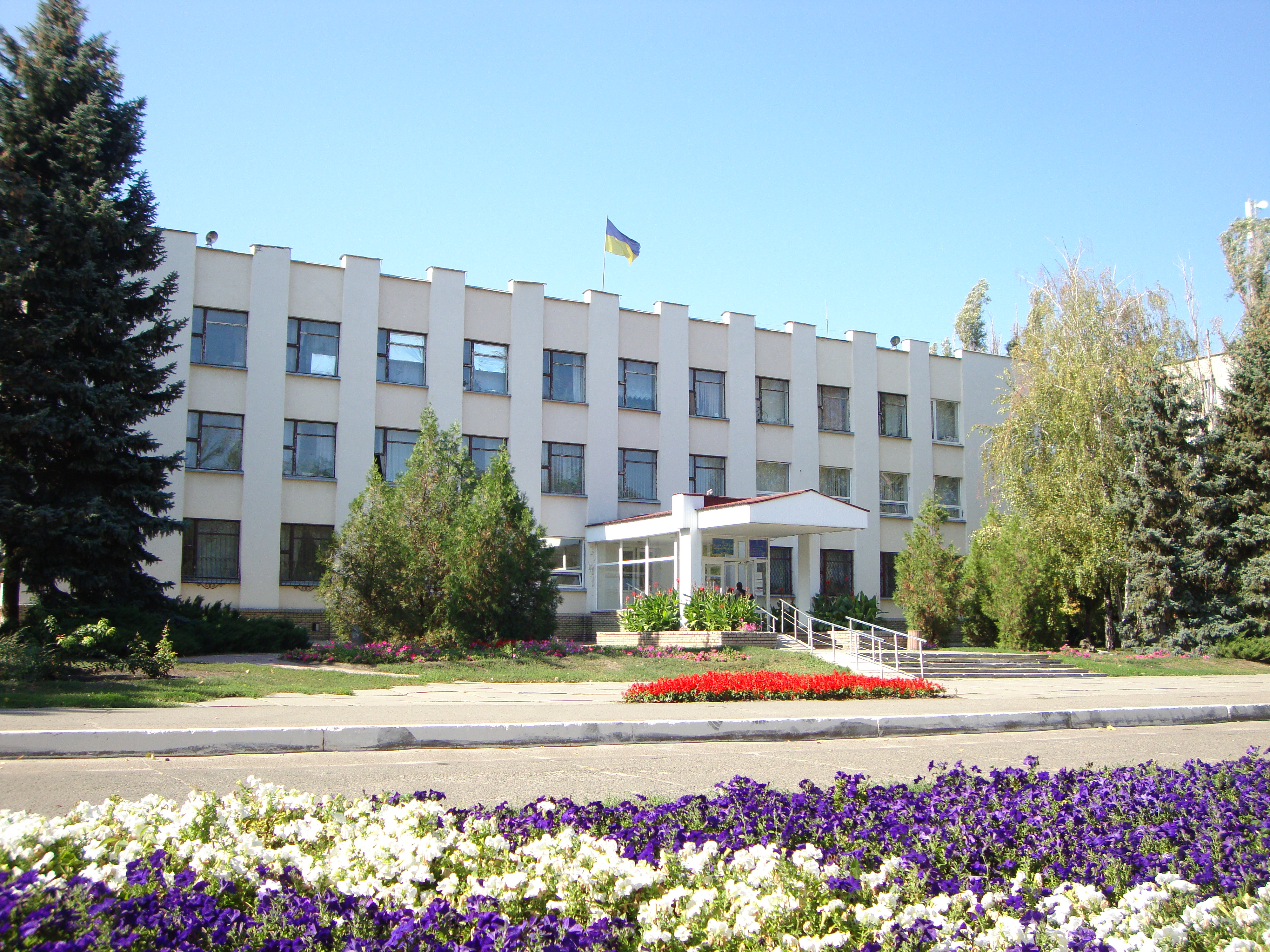
Районна адміністрація

Жовтневий район був сформований 1938 року на основі відокремленої від тодішнього Климівського району частини. Ядро району склала Гусинівка, селище сформоване навколо Луганського паровозобудівного заводу.
Після війни до складу району увійшов Ватутінський район.
3 серпня 2014 року батальйон «Айдар» спільно зі Збройними силами України звільнив від терористів селища Велику Вергунку і Червоний Яр, що входять до складу Жовтневого району Луганська, та були контрольовані бойовиками з квітня 2014-го. 15 серпня український прапор було встановлено після боїв над відділком міліції № 2.
22 серпня на бойових позиціях в Жовтневому районі Луганська (Червоний Яр) внаслідок обстрілу терористів загинули Олег Войтенко та Дмитро Боровик. 2 вересня під час артилерійського обстрілу блокпосту в Красному Яру загинув сержант 12-го батальйону тероборони «Київ» Юрій Артюх.
20 вересня члени військового російського угруповання ЛНР покинули Веселеньке та відійшли в напрямку до Веселої гори. Кілька місяців більше 300 окупантів контролювали населений пункт, 20 вересня повністю звільнили територію селища та покинули свою базу в 39 загальноосвітній школі та будинку убитого Героя Олександра Решетняка, бандити відвезли з Веселенького всю військову техніку.

## Символіка

### Прапор
Прапор Жовтневого району міста Луганська являє собою прямокутник, який має відношення сторін як 2 частини по висоті до 3 частин по довжині, що кріпиться з одного боку до древка (або шкуру). На полі прапора лазурового кольору розташовано 5 променів жовтого кольору, символізуючих промені сонця, що підкреслює особливість розташування району в східній частині міста і першість зустрічі сходу сонця. Промені визначають 5 основних галузей промисловості міста, підприємства яких розташовані на території Жовтневого району (машинобудівельна, текстильна, енергетична, харчова, вугільна) і символізують славу, успіх, перемогу.
Жовто-лазуровий колір — це колір державного прапора. В лівій частині прапора позначено рівносторонний трикутник малинового кольору, який займає ¼ частину прапора. В центрі трикутника розташований герб Жовтневого району та шестерня — емблема машинобудування, як ведучої галузі промисловості району.
Малиновий трикутник являє собою символ хоробрості, мужності та безстрашності захисників східних воріт міста.
Усі промені на прапорі мають розмір 1/7 висоти прапора, з боків промені обрамлені смугами ультрамаринового кольору — кольору прапора міста Луганська, найбільшу частину якого займає Жовтневий район.
По периметру прапор оздоблюється золотою бахромою та китицями.